# Xã Gaines, Quận Tioga, Pennsylvania
Xã Gaines (tiếng Anh: Gaines Township) là một xã thuộc quận Tioga, tiểu bang Pennsylvania, Hoa Kỳ. Năm 2010, dân số của xã này là 542 người.